# Белоомутский район
Белоомутский район — административно-территориальная единица в составе Московской области РСФСР, существовавшая в 1929—1931 годах.

## История
12 июля 1929 года в составе Коломенского округа Московской промышленной области был создан Белоомутский район.
Белоомутский район объединял земли бывшей Ловецкой волости Зарайского уезда и часть земель Куплиямоской волости Егорьевского уезда. Административным центром нового района стало село Нижний Белоомут.
В состав района вошли сельсоветы: Верхне-Белоомутский, Дединовский, Летовский, Ловецкий, Ловецко-Борковский, Любический, Нижне-Белоомутский, Нудовшинский, Радовицкий, Сазоновский, Слемско-Борковский.

8 января 1931 года Президиум Мособлисполкома и Моссовета постановил: 
«Отмечая… малочисленность, как населённых пунктов, так и населения в Белоомутском районе, с другой стороны, и учитывая богатые пространства лугов и наоборот отсутствие зерновых культур, для обеспечения развития животноводства в Белоомутском районе, Президиум Мособлисполкома и Московского Совета постановляет: 1. Ликвидировать Белоомутский и Луховицкий районы как самостоятельные, объединив их в один район. 3. Установить центром района ст. Горки Московско-Казанской железной дороги и переименовать район по имени наименования станции».

## Население
На 1 января 1931 года территория района составляла 623 км², а население — 21 148 человек, включала 11 сельсоветов и 24 населенных пункта. Белоомутский район являлся самым маленьким по площади в Московской области, но на его территории находились очень крупные села Белоомут, Дединово, Ловцы, Любичи, что первоначально и определило его выделение в качестве самостоятельного административного образования.

## Экономика
К моменту создания района на его территории находилось более 1,3 тыс. кустарей-портных.
На промышленных предприятиях района на тот момент работали 493 человека (фабрика «Красный милиционер», торфоразработки, шлюзы).